# Степовий (ентомологічний заказник)
Степовий — ентомологічний заказник місцевого значення. Об'єкт розташований на території Богодухівської міської громади Богодухівського району Харківської області, село Степне.
Площа — 5 га, статус отриманий у 1984 році.
Охороняється балка у верхів'ї річки Івани з лучно-степовою та водно-болотною рослинністю. У заказнику виявлені рідкісні види ентомофауни, занесені до Червоної книги України: вусач-коренеїд хрестоносець, джміль моховий, рофітоїдес сірий, махаон.